# Overhead (Band)
Overhead ist eine finnische Progressive-Rock-Band. Das Quintett wird häufig dem New Artrock und dem Retro-Prog zugeordnet.

## Bandgeschichte
Overhead wurde 1999 in Finnland gegründet. Ihr erstes Album Zumanthum brachte das Quintett 2002 heraus (damals noch mit Markus Wallasvaara am Schlagzeug). Mit Metaepitome, das 2005 erschien, erlangten sie größere Bekanntheit in der Progressive-Rock-Szene.

## Diskografie

### Alben
- Zumanthum (2002)
- Metaepitome (2005)
- And We're Not Here After All (2008)
- Live After All (2009)
- Of Sun and Moon (2012)
- Haydenspark (2018)
- Live At Loreley (2019)
- Live at ArtRock Festival (2020)
- Live at Festival Crescendo (2022)
- Telepathic Minds CD 1 + 2 (2023)